# UFC Fight Night 2
UFC Ultimate Fight Night 2 foi um evento de artes marciais mistas promovido pelo Ultimate Fighting Championship, ocorrido em 3 de outubro de 2005 no Hard Rock Hotel and Casino em Paradise, nos Estados Unidos.
Esse evento marcou a estreia de lutadores como Thiago Alves, Jon Fitch, Brandon Vera, Spencer Fisher e Brock Larson.